# 32022 Sarahjenkins
32022 Sarahjenkins este un asteroid din centura principală de asteroizi.

## Descriere
32022 Sarahjenkins este un asteroid din centura principală de asteroizi. A fost descoperit pe 27 aprilie 2000 la Socorro, New Mexico, în cadrul proiectului LINEAR. Asteroidul prezintă o orbită caracterizată de o semiaxă mare de 2,24 ua, o excentricitate de 0,09 și o înclinație de 6,5° în raport cu ecliptica.